# Rhodostrophia oxyntis
Rhodostrophia oxyntis är en fjärilsart som beskrevs av Louis Beethoven Prout 1935. Rhodostrophia oxyntis ingår i släktet Rhodostrophia och familjen mätare. Inga underarter finns listade.